# Actinobacillus rossii
Actinobacillus rossii es una bacteria. Se aisló por primera vez de las vaginas de cerdas después del parto.

## Lectura adicional
- Henrik Christensen; Peter Kuhnert; Magne Bisgaard; Reinier Mutters; Francis Dziva; John Elmerdahl Olsen (January 2005). «Emended description of porcine [Pasteurella] aerogenes, [Pasteurella] mairii and [Actinobacillus] rossii». International Journal of Systematic and Evolutionary Microbiology 55 (Pt 1): 209-223. PMID 15653877. doi:10.1099/ijs.0.63119-0.
- Desiree Mayor; Bozena M. Korczak; Henrik Christensen; Magne Bisgaard; Joachim Frey; Peter Kuhnert (August 2006). «Distribution of RTX toxin genes in strains of [Actinobacillus] rossii and [Pasteurella] mairii». Veterinary Microbiology 116 (1–3): 194-201. PMID 16621343. doi:10.1016/j.vetmic.2006.03.003.